# Pulianas
Pulianas település Spanyolországban, Granada tartományban. Pulianas Granada, Maracena, Peligros, Güevéjar, Alfacar és Jun községekkel határos. Lakosainak száma 5628 fő (2024).

## Népesség
A település népessége az elmúlt években az alábbi módon változott:
| Lakosok száma | 4190 | 4761 | 4924 | 5140 | 5143 | 5366 | 5339 | 5429 | 5480 | 5628 |
|               | 2001 | 2004 | 2006 | 2009 | 2011 | 2014 | 2016 | 2019 | 2021 | 2024 |